# Vega de Villafufre
Vega de Villafufre es una localidad del municipio de Villafufre (Cantabria, España). En el año 2021 contaba con una población de 393 habitantes (INE). La localidad se encuentra situada a 222 metros de altitud sobre el nivel del mar, y a 2,5 kilómetros de distancia de la capital municipal, Villafufre. Destaca de la localidad, el monasterio de La Canal, declarado Bien de Interés Local en el año 2003, y la antigua biblioteca de Lope de Vega, precedida de un rollo heráldico declarado Bien de Interés Cultural en el año 2002. Con anterioridad fue conocida como Vega de Carriedo.
Los padres del escritor Lope Félix de Vega Carpio (Madrid, 25 de noviembre de 1562-ibídem, 27 de agosto de 1635) vivieron en este pueblo antes de subir a la Corte, donde nació y vivió. Fue uno de los más importantes poetas y dramaturgos del Siglo de Oro español y, por la extensión de su obra, uno de los más prolíficos autores de la literatura universal.
Existen varias casonas de hidalgos con escudos de armas de los apellidos Castillo, Vega, Concha, Castañeda, Miera, Ceballos, Obregón, Montero, Velarde y otros ya desaparecidas.

## Personajes
D. Juan Montero de la Concha, Obregón y Velarde, canónigo de la santa iglesia colegial de Oviedo, natural de Vega e hijo del licenciado don Juan Montero de la Concha, y hermano de don Pedro Montero de la Concha, abogado de los Reales Consejos.
D. Francisco de Castillo de la Concha y Ceballos, del Consejo de S.M., gobernador y capitán general del Nuevo Reino de Granada y presidente de la Real Audiencia de Santa Fe en Indias, caballero de Santiago en 1685 que casó con su prima doña Lucía del Castillo y de la Concha.
D. Domingo de Vegas de la Concha, Tesorero general de Hacienda en Avilés, hijo de don Domingo de Vegas de la Concha y de doña Juliana Fernández Concha. Casó don Domingo con doña María González de Villalaz.